# سمورنيون
السمورنيون أو الكرفس البري (باللاتينية: Smyrnium) جنس نباتي ينتمي إلى الفصيلة الخيمية. يضم هذا الجنس حوالي خمسة أنواع مقبولة وحوالي عشرين نوعا لم يحسم وضعها بعد. بعضها واطنة في الوطن العربي، وتنتشر أنواعه عموما في منطقة حوض البحر الأبيض المتوسط.

## من أنواعه الواطنة في الوطن العربي
1. السمورنيون البقلي (باللاتينية: Smyrnium olusatrum) في بلاد الشام والمغرب العربي وشمال حوض البحر الأبيض المتوسط
2. السمورنيون الفطري (باللاتينية: Smyrnium connatum) في بلاد الشام وقبرص وتركيا
3. السمورنيون قلبي الأوراق (باللاتينية: Smyrnium cordifolium) في بلاد الشام وتركيا
4. السمورنيون محيطي الأوراق (باللاتينية: Smyrnium perfoliatum) في بلاد الشام والمغرب العربي وحوض البحر الأبيض المتوسط
5. السمورنيون اليتيم (باللاتينية: Smyrnium orphanidis) في بلاد الشام